# سیارک ۱۳۸۱
سیارک ۱۳۸۱ (به انگلیسی: 1381 Danubia، نامگذاری:1930QJ) هزار و سیصد و هشتاد و یکمین سیارک کشف شده‌است که در ۲۰ اوت ۱۹۳۰ و در رصدخانه سایمیز کشف شد.
قدر مطلق سیارک برابر ۱۲٫۲۹ است.